# Wilamowice (Mazovie)
Pour les articles homonymes, voir Wilamowice (homonymie).
Wilamowice (prononciation : [vilamɔˈvit͡sɛ]) est un village polonais de la gmina de Dzierzążnia dans le powiat de Płońsk de la voïvodie de Mazovie dans le centre-est de la Pologne.
Il se situe à environ 6 kilomètres au sud-est de Dzierzążnia (siège de la gmina), 8 kilomètres au sud-ouest de Płońsk (siège du powiat) et à 65 kilomètres au nord-ouest de Varsovie (capitale de la Pologne).

## Histoire
De 1975 à 1998, le village appartenait administrativement à la voïvodie de Ciechanów.